# Mannheimer FG 1896
Mannheimer FG 1896 was een Duitse voetbalclub uit Mannheim, Baden-Württemberg. De club was in 1900 een van de stichtende clubs van de Duitse voetbalbond.

## Geschiedenis
De club werd opgericht in 1896 en is daarmee de oudste van de stad. Op 11 juni 1899 was de club medeoprichter van de Mannheimse voetbalbond. Samen met nog vier andere clubs nam de club deel aan het kampioenschap dat op 30 oktober begon en reeds op 19 november eindigde. FG 1896 werd overtuigend kampioen. Door interne strubbelingen werd het jaar daarna geen kampioenschap gespeeld. 
In 1901 werd er opnieuw competitie gespeeld. Na vier speeldagen werd de competitie echter onderbroken, de club stond op dat moment aan de leiding.
De club was ook lid van de Zuid-Duitse voetbalbond en nam al in 1898/99 deel aan de eindronde. Stadsrivaal Mannheimer FG Union 1897 werd met 13:0 verslagen en in de tweede ronde kreeg ook Frankfurter FC Germania 1894 een 7:1 draai om de oren. In de derde ronde werd de club met 2:1 verslagen door 1. FC Pforzheim. Het volgende seizoen nam de club opnieuw deel aan de eindronde en versloeg nu 1. FC Hanauer 93 met 3:0 en werd in de halve finale door Karlsruher FV verslagen met 2:1.
De volgende deelname aan de eindronde kwam er pas in 1903/04 toen de club door Germnaia Frankfurt uitgeschakeld werd in de eerste ronde. De volgende twee jaar wonnen stadsrivalen de regionale competitie, en in 1906/07 werd de club opnieuw kampioen en speelde in de eindronde in groepsfase en werd tweede achter 1. FC Hanauer 93.
Vanaf 1908 speelden de clubs uit Mannheim niet meer in een lokale competitie, maar in de nieuwe Südkreisliga, met ook clubs uit o.a. Karlsruhe, Stuttgart en Freiburg. De concurrentie bleek een maat te groot voor de club die tiende en laatste werd. Het volgende seizoen ging de club over naar de Westkreisliga, met clubs uit Darmstadt, Ludwigshafen en Kaiserslautern en werd nu wel overtuigend kampioen. In de finaleronde tegen de drie andere groepswinnaars moest FG 1896 genoegen nemen met een derde plaats. De titel werd het volgende jaar verlengd en in de finaleronde werd opnieuw de derde plaats bereikt.
In 1911 fuseerde de club met andere pioniers van de stad Mannheimer VfB Union en Mannheimer FC Viktoria 1897 tot VfR Mannheim. De fusieclub kon de titel van FG 1896 niet verlengen, deze ging naar Mannheimer FC Phönix, dat weigerde op te gaan in de fusie.